# Dudu Twito
Dudu Twito (in ebraico דודו טויטו‎?; Be'er Sheva, 6 febbraio 1994) è un calciatore israeliano, difensore dell'Ironi K. Shmona.

## Palmarès

### Club

#### Competizioni nazionali
- Coppa Toto: 1

Maccabi Petah Tiqwa: 2015-2016